# Gheorghe Cristea
Gheorghe Cristea (n. 20 octombrie 1952) este un fost deputat român în legislatura 1992-1996 și în legislatura 1996-2000, ales în județul Ialomița pe listele partidului PNȚCD/PER. În legislatura 1996-2000, Gheorghe Cristea a devenit deputat independent din ianuarie 2000 și a fost membru în grupul parlamentar de prietenie cu Canada.  